# Lista de praias de Porto Belo
Esta é uma lista das praias de Porto Belo, município do estado brasileiro de Santa Catarina, possuidor de belas praias de águas tranquilas, que atraem turistas de todo o Brasil e de vários outros países: 

## Praia de Perequê
É a maior praia do município, com 2,5 quilômetros de extensão, e a que recebe maior número de turistas no verão. Possui um mar aberto e grande faixa de areia branca, mas que é quase totalmente tomada pela água do mar em períodos de maré cheia. É arborizada e própria para banho.Na praia de Perequê são comuns a prática de esportes, tanto na areia quanto náuticos, e oferece infraestrutura completa aos turistas.

## Praia de Porto Belo

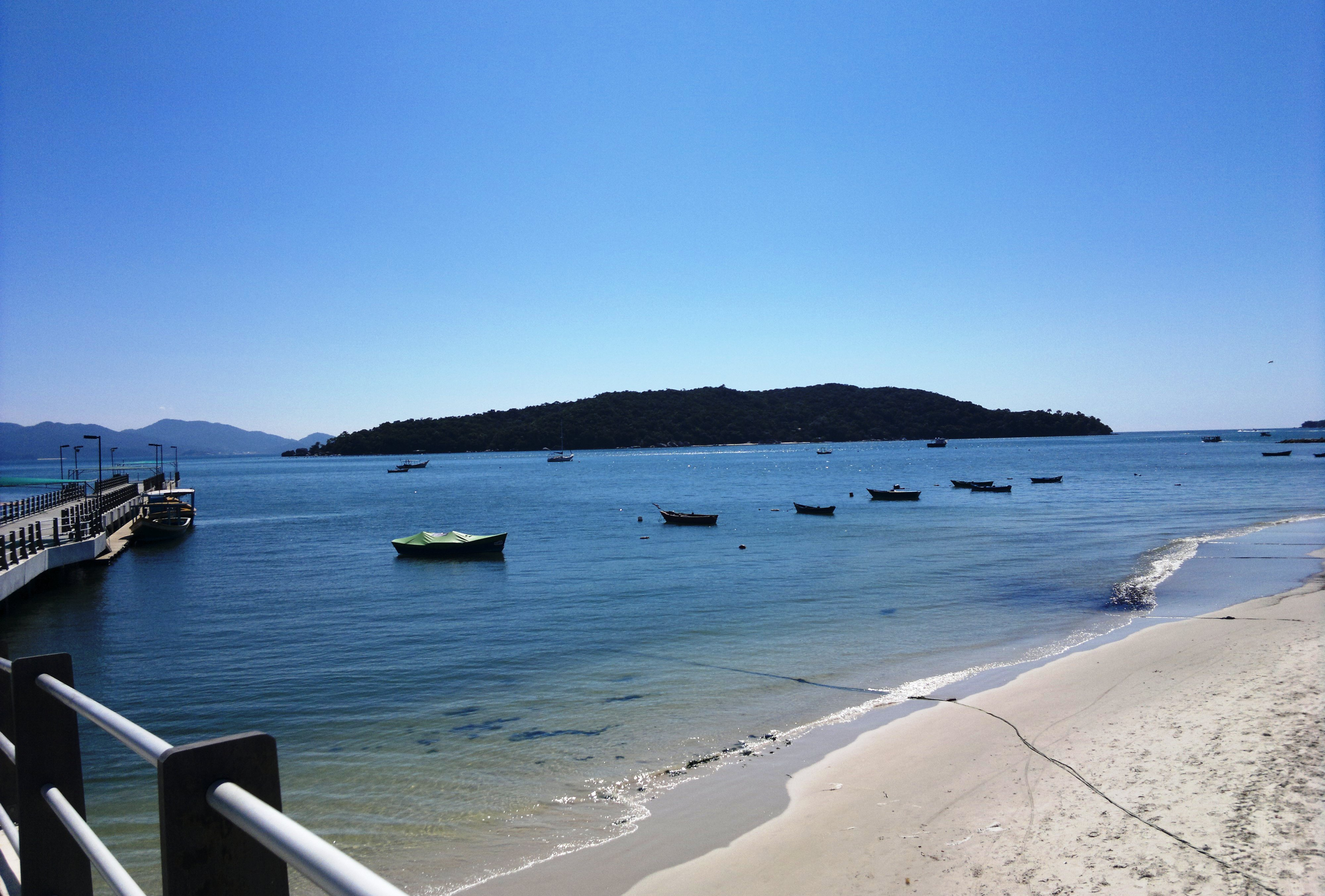
Porto Belo

A Praia de Porto Belo, também conhecida como Praia Central, possui infraestrutura completa para os turistas e é um local de águas calmas, protegidas pela Ilha de João da Cunha (também conhecida como Ilha de Porto Belo), e é ideal para a prática de esportes náuticos. No meio da praia encontram-se oficinas líticas, conhecidas na região como "panelas de bugre", vestígios dos índios carijós, que habitavam esta região e deixaram estas superfícies polidas nas rochas através da preparação de suas armas e ferramentas.
Dos trapiches saem barcos que fazem a travessia até a Ilha de Porto Belo, sendo possível também alugar uma baleeira para passeio ou pescaria nos arredores; seguindo pelo canto esquerdo da praia chega-se ao Porto dos Piratas, de onde saem as escunas de turismo.

## Praia do Baixio
A Praia do baixio é uma praia perfeita para a prática de esportes de areia, com espaços destinados ao futebol e vôlei. Localiza-se de frente para a Ilha de Porto Belo, propiciando uma bela paisagem. No local é possível também alugar jet-skis. O local possui uma pequena faixa de areia e é caracterizado pela grande quantidade de trapiches, usados pelos pescadores e por embarcações que oferecem passeios aos turistas.

## Praia do Araçá
A Praia do Araçá é o local em que vive uma comunidade pesqueira que ainda conserva costumes açorianos. Neste local encontram-se bons lugares para mergulho, a areia é escura e as águas são calmas.

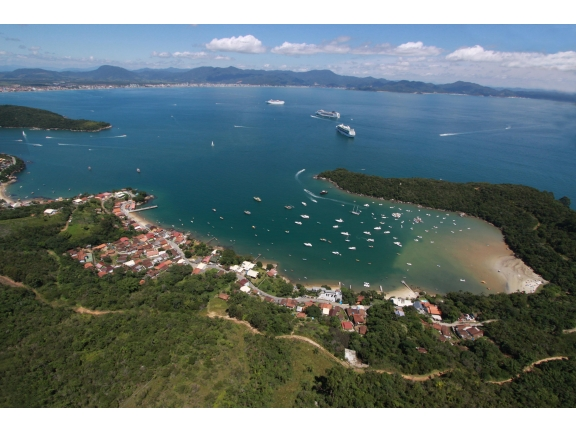
Vista sul da Praia do Caixa d'Aço

## Praia do Caixa d'Aço
A Praia do Caixa d'Aço, que também é uma colônia de pescadores, possui pequena faixa de areia escura com mar calmo e águas mornas. É um porto natural reconhecido internacionalmente, e ali ficam alguns bares flutuantes, onde os proprietários de lanchas e iates costumam atracar para saborear petiscos à base de frutos do mar.

## Praia do Estaleiro
A Praia do Estaleiro é uma praia de de águas calmas, transparentes e com bons pontos para mergulho. É um lugar agreste, com cerca de 80 metros de extensão. Cercada pela vegetação nativa, seu acesso é possível apenas por trilha ou pelo mar.

## Ilha João da Cunha
A Ilha João da Cunha (ou Ilha de Porto Belo) está localizada a cerca de 900 metros da costa, e oferece aos seus visitantes dois pequenos balneários de águas muito calmas e cristalinas.
É possível chegar à ilha com sua própria embarcação ou com os pescadores que partem do píer municipal e oferecem transporte aos visitantes mediante pagamento de uma pequena quantia em dinheiro.